# اوتو تیل
اوتو تیل (آلمانی: Otto Thiel; ۲۳ نوامبر ۱۸۹۱ – ۱۰ ژوئیهٔ ۱۹۱۳) بازیکن فوتبال اهل آلمان بود.
وی همچنین در تیم ملی فوتبال آلمان بازی کرده‌است.